# Сакович, Юлиан
Юлиа́н Сако́вич (бел. Юльян Саковіч; 24 августа 1906 — 13 июня 1943) — белорусский коммунистический, позже националистический деятель, основатель и руководитель Белорусской Народной Грамады.

## Биография
Юлиан Сакович родился в зажиточной православной крестьянской семья фольварка Баудыры (Ошмянский уезд, Виленская губерния). Окончил Виленскую белорусскую гимназию после чего поступил на аграрный факультет Вильнюсского университета. Во время обучения заинтересовался левыми идеями в результате чего в 1925 году вступил в Белорусскую крестьянско-рабочую грамаду. Вскоре после ликвидации и запрета партии польскими властями, Сакович, в 1928 году вступил в Коммунистическую партию Западной Беларуси, за что вместе с ещё несколькими молодёжными активистами сначала был исключен из Белорусского студенческого союза с формулировкой «за коммунистическую пропаганду», а вскоре и из самого учебного заведения.
С 1929 года проживал в Вильно, будучи активным членом КПЗБ издавал вместе с Г. Велецким журнал «Свободная мысль». В начале 1930-х годов присоединился к Товариществу белорусской школы. В 1933 году был арестован польскими властями и на процессе над руководством ТБШ приговорен к 3 годам лишения свободы, освобожден в феврале 1936 года. Продолжал активную политическую деятельность в составе КПЗБ вплоть до её ликвидации в августе 1938 года. Летом 1939 года, как бывший член запрещенной КПЗБ повторно арестован поляками и на неопределенный срок направлен в Берёза-Картузский лагерь, где в сентябре того же года был освобожден Красной армией.
Вскоре после присоединения Западной Беларуси к Белорусской ССР Сакович приехал в Минск, где вскоре был арестован НКВД, находясь в заключении полностью изменил свои взгляды с коммунистических на левонационалистические.

### Оккупация
Вскоре после нападения Германии на СССР Сакович был освобожден занявшими Минск немецкими войсками. Первые несколько недель он оставался в стороне от политики и решил уехать на малую родину в Ошмянский район, однако вскоре вернулся в Минск, где перешёл на службу к немцам, которые назначили Саковича главой административного управления недавно сформированной Белорусской народной самопомощи (БНС) и по совместительству командиром белорусской вспомогательной полиции в Минском районе. По предложению В. Ф. Родзько Сакович вскоре вступил в подпольную Белорусскую независимую партию и стал членом её Центрального комитета и главой Минской ячейки организации.
Осенью 1941 года Сакович собрал тайную конференцию бывших членов БКРГ, на которой присутствовало 9 человек. Часть присутствующих высказалась за так называемую «вынужденную коллаборацию», вторая же отвергла её вовсе, предложив создавать независимые вооруженные формирования. По итогам конференции было принято решение о создании Белорусской Народной Грамады, главой которой стал Сакович. Программа партии предполагала пойти на вынужденное временное сотрудничество с оккупационными властями, дабы не дать действовать более радикальным коллаборационалистам. Конечной целью партии ставилось создание с немецкой помощью независимого белорусского корпуса полиции во главе которого должен был стать Сакович, в случае неудачи Сакович обязывался уйти в отставку со своего поста. С 1942 года БНГ начало сотрудничать с националистическими партизанами из Белорусского народного партизанского движения, которое де-факто стало боевым крылом партии.
Однако немцы, недовольные чрезмерной самостоятельностью Юлиана Саковича, который неоднократно уклонялся от участия его подразделения в карательных акциях против советских партизан и мирного населения, решили от него избавиться, при этом не оттолкнув от себя белорусские националистические круги, которые были готовы идти на более тесное сотрудничество. С целью реализации задуманного 1 июня 1943 года он был назначен главой БНС и вспомогательной полиции Лиды и Лидского района, где была высокой активность польских националистических партизан из Армии Крайовой. В результате чего 13 июня 1943 года Юлиан Сакович был убит связанными с АК польскими партизанами в деревне Василишки.
Похоронен на православном кладбище Лиды.